# Christian Ludwig Brehm
Christian Ludwig Brehm (ur. 24 stycznia 1787, zm. 23 czerwca 1864 w Renthendorf) – niemiecki pastor i ornitolog. Był ojcem Alfreda Brehma.
Brehm urodził się w pobliżu Gothy, studiował na Friedrich-Schiller-Universität Jena. W 1813 został pastorem w Renthendorf, wiosce położonej około 100 km na południe od Lipska, gdzie pozostał do śmierci. Do jego najważniejszych dzieł należy zaliczyć: Beitrage zur Vogelkunde (1820–22), w którym opisał szczegółowo 104 gatunki ptaków występujących w Niemczech i Handbuch der Naturgeschichte aller Vogel Deutschlands (1831).
Brehm zgromadził kolekcję 15 000 ptasich preparatów. Zaoferował ją Muzeum Historii Naturalnej w Berlinie, ale sprzedaż nie doszła do skutku. Po śmierci Brehma kolekcja pozostawała na strychu jego domu, gdzie Otto Kleinschmidt odkrył ją wiele lat później. Kleinschmidt przekonał Lorda Rothschilda by ten ją kupił, w wyniku czego kolekcja powędrowała do Muzeum Historii Naturalnej w Tring w 1900.